# Bugatti Centodieci
El Bugatti Centodieci es un automóvil superdeportivo cupé de dos puertas biplaza, con motor central-trasero montado longitudinalmente y de tracción en las cuatro ruedas, producido por el fabricante francés Bugatti Automobiles S.A.S. entre junio y diciembre de 2022.

## Presentación y diseño

Vista lateral-trasera

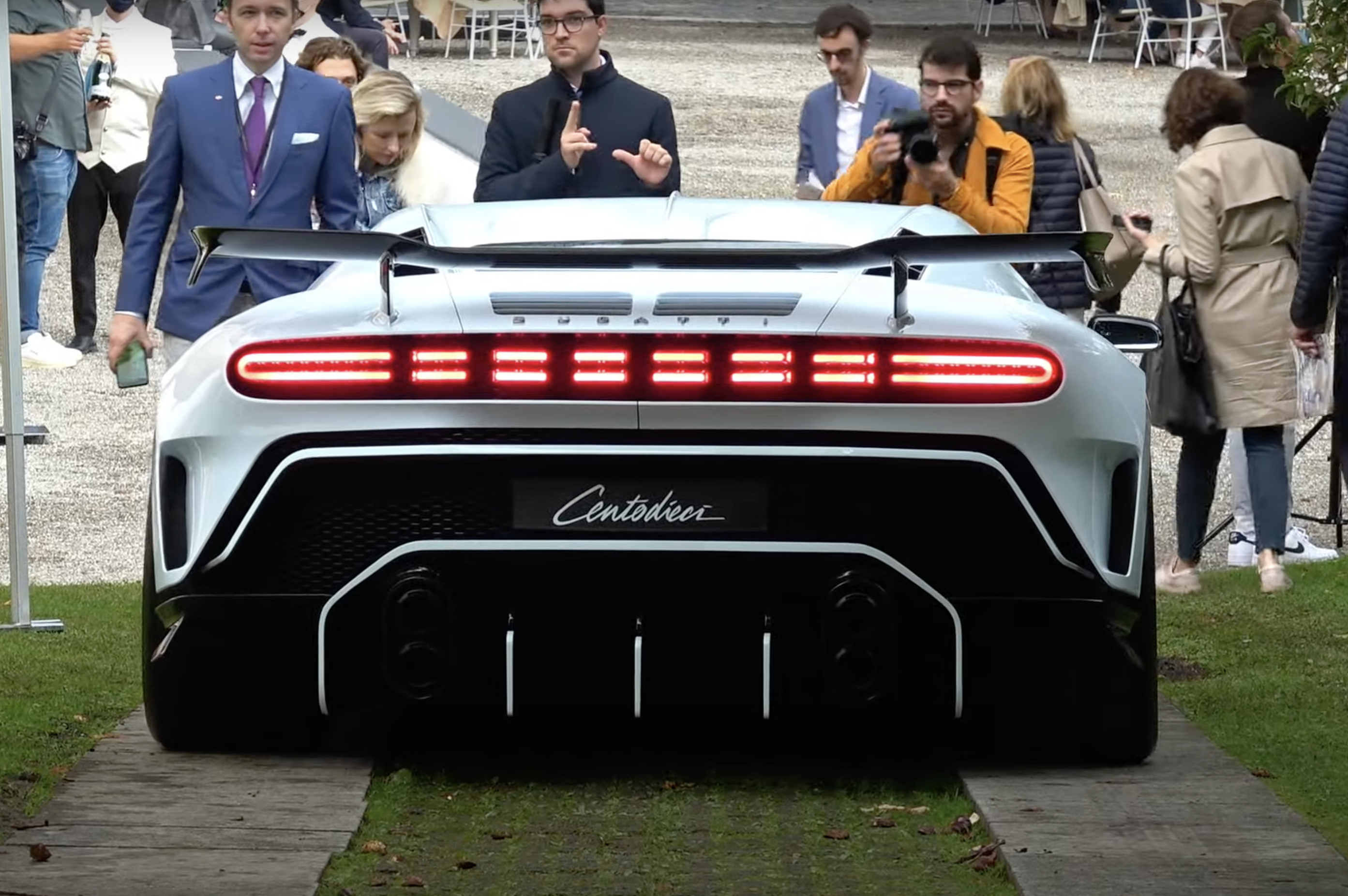
Vista trasera

Fue presentado formalmente al público en el concurso de la elegancia de Pebble Beach, California durante la semana del automóvil en agosto de 2019. En este caso, su nombre "110" (en italiano) no hace referencia a los 110 años del nacimiento de Ettore Bugatti, sino a la existencia de la marca como fabricante de coches.
Es un modelo basado en el Chiron y cuyo diseño está inspirado en el EB110 a manera de homenaje, el cual estuvo a la venta entre 1991 y 1995. La parte trasera no tiene nada que ver con el EB110, sino que más bien recuerda un poco al Lamborghini Centenario LP-770 por el gran difusor.
Se trata de una edición muy limitada a solamente diez unidades para celebrar precisamente el 110° aniversario de la marca. Esta pequeña serie es fabricada de forma artesanal, cuyas primeras entregas a los clientes comenzarían en 2021. Para el 19 de diciembre de 2022, la décima y última unidad fue entregada a su propietario.
Su diseño con un alerón delantero plano, de baja inclinación y tomas de aire de tres partes, reinterpretan al del EB110, retomando también su carrocería muy plana en forma de cuña y bidimensional. Se ha ajustado la curvatura de los componentes de acuerdo con la incidencia de la luz para que la apariencia sea homogénea en todas las condiciones de iluminación, a fin de que, posteriormente, se desarrollara el primer prototipo. La parte trasera se forma en una gran abertura de salida de ventilación definida por ocho elementos de las calaveras. En la parte delantera, la parrilla cuenta con una distintiva forma de herradura, aunque más pequeña que en el modelo base. Los grupos ópticos con tecnología led para la iluminación diurna, son muy delgadas y de nueva creación. Además, tiene ciertas similitudes con el EB110, como la forma de las entradas de aire de la defensa delantera y los cinco agujeros que adornan la carrocería en los laterales. Utiliza un chasis monocasco de fibra de carbono, que en conjunto han ayudado a reducir su peso hasta 20 kg (44,1 libras), respecto al Chiron. Es capaz de generar 90 kg (198,4 libras) adicionales de carga aerodinámica ("downforce"), comparado con el Chiron. Por otra parte, los rines de siete radios dobles presentan un nuevo diseño, mostrando los calipers en color rojo de 20 pulgadas (50,8 cm) de diámetro. En la parte trasera se optó por una configuración más abierta con un difusor de aire de gran tamaño con cuatro salidas de escape integradas. También se nota la inscripción "Centodieci" en un fondo negro.
Antes de su aprobación para entrar a la fase de producción, se han hecho pruebas en carreteras y circuitos por más de 50 000 km (31 100 millas) a temperaturas de −20 a 45 °C (−4,0 a 113 °F), exponiéndolo a la máxima presión mecánica para asegurar su viabilidad. Su interior presenta patrones de tablero de ajedrez en telas y materiales azules de primera calidad, cuyo trabajo ha llevado 16 semanas, incluyendo un día dedicado únicamente a examinar los acabados de los asientos.

## Especificaciones
Está equipado con un W16 de 7993 cm³ (8 L; 487,8 plg³) que entrega un potencia máxima de 1600 CV (1578 HP; 1177 kW), el cual genera altas temperaturas que requieren una gestión térmica sofisticada y también para garantizar una termodinámica más eficiente. Su planta motriz, de manera similar que en el EB110, se puede ver a través de una cubierta de vidrio transparente. También se han agregado unas aletas guía alrededor del vano motor, instaladas en forma de rombo para garantizar una entrada de aire suficiente para su refrigeración.
| Materiales del motor                | Bloque y cabezas de aluminio          |
| Diámetro x carrera                  | 86 x 86 mm (3,39 x 3,39 pulgadas)     |
| Distribución                        | DOHC 4 válvulas por cilindro          |
| Alimentación                        | Inyección directa                     |
| Sistema de lubricación              | Cárter seco                           |
| Potencia máxima                     | 1600 CV (1578 HP; 1177 kW) @ 7000 rpm |
| Par máximo                          | 1600 N·m (1180 lb·pie) @ 2250 rpm     |
| Capacidad del tanque de combustible | 100 litros (26,4 galAm)               |
| Relación peso a potencia            | 1,13 kg (2,5 libras)/CV               |
| Aceleración lateral                 | Más de 1.6 G                          |
| Aceleración 0-200 km/h (124 mph)    | 6.1 segundos                          |
| Aceleración 0-300 km/h (186 mph)    | 13.1 segundos                         |